# パラシューター
「パラシューター」は、日本の歌手グループFolderのデビューシングル。1997年8月1日に発売された。発売元はavex tune。

## 解説
- 男性2人と女性5人から構成される7人組、Folderのデビュー・シングル。
- 作家陣にはカズンの「ベルが鳴った」などでもタッグを組んだ、作詞家の小林和子と作曲家の小森田実を迎えている。この2人は後年のFolderの活動休止まで数多くの楽曲を手掛けることになる。
- 本作はデビュー・シングルとなるが、グループ名義で発表された最初の楽曲は、コンピレーション・アルバム『VELFARRE J-POP NIGHT presents DANCE with YOU』（1997年）収録のカバー曲「個人授業」である。
- 表題曲「パラシューター」のミュージック・ビデオはコンプリート・ボックス『Folder+Folder 5 COMPLETE BOX』（2003年）に収録された。

## 収録曲
全曲作詞：小林和子　作曲・編曲：小森田実
1. パラシューター（4:51）
2. ごめんね朝寝坊（3:45）
3. パラシューター（Original karaoke）（4:51）
4. ごめんね朝寝坊（Original karaoke）（3:45）

## 収録アルバム
- オリジナル『THE EARTH』（1998年11月26日）
- コンピレーション・アルバム『ポンキッキーズ・メロディ2』（1998年12月1日）（SRCL-4455）
- オリジナル『REMIXES』（1998年11月21日）（アナログ盤、RR12-88066）
- シングル集CD『Folder+Folder 5 SINGLE COLLECTION and more』（2003年6月25日）（AVCT-10131）
- コンプリートBOX『Folder+Folder 5 COMPLETE BOX』（2003年6月25日）（AVBT-91021〜3/B〜F）

## タイアップ
- パラシューター：フジテレビ「ポンキッキーズ」挿入歌